# Al-Bujahdż
Al-Bujahdż (arab. البويهج) – wieś w Syrii, w muhafazie Aleppo. W 2004 roku liczyła 607 mieszkańców.